# Roscoea glaucifolia
Roscoea glaucifolia là một loài thực vật có hoa trong họ Gừng. Loài này được Fengjuan Mou miêu tả khoa học đầu tiên năm 2015.
Mẫu định danh loài F. J. Mou 354-2 là cây có hoa thu thập ngày 9 tháng 7 năm 2011 trong rừng thông ở cao độ 2.650 m tại núi tuyết Ngọc Long.

## Từ nguyên
Tính từ định danh glaucifolia có nguồn gốc từ tiếng Latinh glaucus (từ tiếng Hy Lạp cổ γλαυκός (glaukós) - nghĩa là lục lam hay lam xám; và tiếng Latinh folium nghĩa là lá; để nói tới từ đặc trưng nổi bật nhất của nó là lá và lá bắc màu xanh xám với phấn trắng.

## Phân bố và môi trường sống
Loài này mọc tại nền rừng hoặc trong các rừng cây bụi, ở cao độ 2.600–3.100 m, cùng các loài họ hàng khác như R. schneideriana và R. cautleoides tại các địa cấp thị Lệ Giang và Đại Lý, tỉnh Vân Nam, Trung Quốc.

## Mô tả
Cây cao 30–50 cm khi ra hoa và cao hơn khi đậu quả. Rễ củ thuôn dài-hình thoi; củ 4–8, 2–6 cm x 0,5–1,0 cm. Lá và lá bắc màu xanh xám, phủ một lớp phấn trắng. Các bẹ không phiến lá 2–3, tù, nhọn đột ngọt; với các gân màu nâu ánh hồng; lá có bẹ 3–5, bẹ hình ống, lưỡi bẹ dạng màng, cắt cụt, dài 1,5–2 mm; phiến lá hình mũi mác-hình trứng đến thuôn dài, 6–20 × 2–3 cm, gốc hơi có tai, đỉnh nhọn, mép lượn sóng hình sin một phần, kéo dài đến mép màng trong suốt của bẹ. Cụm hoa thò ra trên lá; nở từng bông một, hiếm khi nở 2 hoa cùng lúc. Lá bắc 5–6 × 2,5–3,5 cm, thuôn dài đến hình thìa, nhọn. Đài hoa màu tím ánh lam hoặc vàng nhạt, dài 3,5–5,5 cm, đỉnh xấp xỉ bằng lá bắc, 2 răng, các răng dài 1,5–2,0 cm; ống tràng hoa dài 4–5,5 cm, cánh hoa mặt lưng hình mác ngược hẹp, 3–3,5 × 1,7–2,2 cm, nhọn đột ngột, các cánh hoa bên thẳng-thuôn dài, 2,5–3,2 × 0,5–0,7 cm, nhọn, tù; cánh môi hình trứng ngược, hơi cong xuống, mép gợn sóng, màu tím ánh lam với 6 vạch trắng ở vuốt hoặc màu vàng nhạt, 3–4 × 2,5–3 cm, 2 thùy chẻ tới 1/2–2/3 chiều dài. Các nhị lép bên hình thìa lệch, 1,5–2,0 × 0,8–1,1 cm; nhị sinh sản 1, bao phấn màu trắng, mô vỏ bao phấn dài 6 mm, cựa liên kết dài 8,5-9,0 mm và màu vàng ở đỉnh. Đầu nhụy màu trắng, có miệng nhỏ có lông rung; bầu nhụy hình trụ. Quả nang thuôn dài, 1,0 × 3,0 cm; hạt 1,5 × 3,0 mm, hình elipxoit đến 3 góc, màu nâu với áo hạt màu trắng. Ra hoa tháng 6-7. Tạo quả tháng 7-8.
Về hình thái, loài này rất giống với R. cautleoides, nhưng có thể phân biệt được bằng lá màu xanh xám với phấn trắng hay cánh môi chỉ chẻ tới 1/2-2/3 chiều dài, với 6 sọc trắng ở vuốt của các dạng có hoa màu tím; trong khi ở R. cautleoides thì lá màu xanh lục, nhẵn nhụi và cánh môi chẻ tới đáy, với 2 đốm màu vàng ở vuốt của các dạng hoa màu tía.